# Ele A el Dominio
Luis Abner Mojica Sierra (Juncos, 17 de agosto de 1988), conocido artísticamente como Ele A el Dominio, es un rapero puertorriqueño especializado en trap latino. Se dio a conocer en la escena musical urbana a través del tema «Yo voy a los míos» (2016). Posteriormente lanzó los populares temas: «Mi perico», «Tengo hambre», «Maliantiando» y «Me tragué al pacino». Tuvo controversias contra Bad Bunny, DJ Luian[cita requerida] y Almighty.

## Primeros años
Nacido en Puerto Rico, Ele A el Dominio se mostró interesado por la música desde que era pequeño. Comenzó a componer a los ocho años, pero se negó a mostrar su trabajo a otras personas.
Durante su adolescencia tuvo una fase de muchacho rebelde que le llevó a tener diversos problemas tanto en la escuela como con la ley. Aunque esto nunca lo alejo de su pasión por la música, continuó trabajando en sus letras y comenzó a trabajar en el ámbito musical.

## Carrera musical

### 2012-2017: Inicios
Debutó en 2012 con la canción «Lo sabes bien» con su primo Jon Z y Steve Wonda, le siguió canciones como «Sexo y amistad», «Llevo tanto tiempo» y «El momento perfecto», las cuales contaron con las colaboraciones de su primo Jon Z y Steve Wonda. Durante los siguientes años publicó «My Life» con Josh D'Ace en 2013, «Si me dejas» en 2014 y «Guerras contra cupido» en 2015, las cuales formaron parte de su primer mixtape titulado El Dominio, Vol. 1, el cual recopila sus canciones desde 2012 hasta 2015.
En 2016, lanzó canciones como «Kileros», «Pinga dulce», «Yo voy a lo míos», estas dos últimas con su primo Jon Z y en 2017, lanzó la canción «Mi perico», y anunciaría su segundo mixtape titulado Codeinne Nigga, el cual fue promocionado con una canción del mismo nombre, pero dicho mixtape nunca salió.

### 2018-presente:Super Saiyan Flow
En 2018, lanzó su primer álbum colaborativo titulado Super Saiyan Flow con Jon Z, el cual se venía preparando hace tiempo debido a sus constantes colaboraciones como en el sencillo «Se te hizo tarde» junto a Ñejo y Jamby El Favo. Ese mismo año participó en la canción «Balenciaga» con el cantante Ozuna.
En 2020, participó junto a Jon Z en «Panocha Remix» del nuevo cantante peruano Faraón Love Shady.

## Vida privada
En febrero de 2019 hizo pública su relación sentimental con la rapera peruana Malucci. Al año siguiente se comprometieron como novios.

## Discografía
Álbumes colaborativos
- 2018: Super Saiyan Flow (con Jon Z)

Mixtapes
- 2017: Codeine Nigga
- 2015: El Dominio, Vol. 1